# Лісс (Берн)
Лісс (нім. Lyss) — місто  в Швейцарії в кантоні Берн, адміністративний округ Зееланд.

## Географія
Місто розташоване на відстані близько 18 км на північний захід від Берна.
Лісс має площу 14,8 км², з яких на 32,3% дозволяється будівництво (житлове та будівництво доріг), 34,6% використовуються в сільськогосподарських цілях, 32,5% зайнято лісами, 0,5% не є продуктивними (річки, льодовики або гори).

## Демографія
2019 року в місті мешкало 15 525 осіб (+13,1% порівняно з 2010 роком), іноземців було 19%. Густота населення становила 1047 осіб/км².
За віковим діапазоном населення розподілялося таким чином: 19,1% — особи молодші 20 років, 62,2% — особи у віці 20—64 років, 18,7% — особи у віці 65 років та старші. Було 7080 помешкань (у середньому 2,2 особи в помешканні).
Із загальної кількості 8495 працюючих 89 було зайнятих в первинному секторі, 3165 — в обробній промисловості, 5241 — в галузі послуг.